# アップタウン伊豆
株式会社アップタウン伊豆（アップタウンいず）は静岡県にある不動産会社。